# Trencséni csata
A trencséni csata (1708. augusztus 3.) a Rákóczi-szabadságharc egyik legjelentősebb, a II. Rákóczi Ferenc által vezetett kuruc sereg katasztrofális vereségével végződő csatája.

## Előzmények
Az 1708. évi hadjárat megindítása előtt Rákóczi egy sziléziai expedíció tervét dolgozta ki. Ezzel lényegében az örökös tartományokba kívánta áthelyezni a főerők által uralt hadszíntért, s valószínűleg egy porosz–magyar együttműködés lehetőségében is reménykedett. (Az az elterjedt vélekedés azonban, hogy Frigyes Vilmos porosz trónörökös komolyan fontolgatta volna, hogy elfogadja Rákóczi meghívását a magyar trónra, s a hadjárat az ő útjának biztosítását szolgálta, nem igazolható.) A fejedelem a korábbi évek keserű tapasztalatai alapján (minden addigi csatáját elveszítette a császári főerőkkel szemben) kerülni kívánta az összeütközést a frissen kinevezett császári főparancsnokkal, Sigbert Heister tábornaggyal, s így indult meg seregével június 14-én egri főhadiszállásáról nyugat felé.
Alvezérei nem értették, hogy a fejedelem miért nem lép fel támadólag viszonylag jól felszerelt, pihent hadseregével. A Vágon túl operáló Ocskay László brigadéros és a Csallóköz visszafoglalásán munkálkodó Bottyán János generális egyaránt azt szerették volna, ha a kuruc fősereg az ő vállalkozásukat támogatja. Rákóczi csak a július 11–12-i érsekújvári haditanácson árulta el sziléziai haditervét, amely nem váltott ki osztatlan elismerést a főtisztek körében. A katonaság tétlenségre szorításának hibáját végül a fejedelem is belátta, és hozzájárult, hogy egy 7000 fős válogatott lovas különítmény Pekry Lőrinc tábornaggyal Ocskay segítségére siessen. Pekry azonban július 28-án a morva határon túl, Sztrázsnicénél vereséget szenvedett Peter Joseph de Viard császári tábornoktól. Pekrynek ugyan sikerült számottevő veszteség nélkül visszavonulnia, de a vereség morális hatása érezhető volt.
Ezután a kurucok által körülzárt és utánpótlás híján végóráit élő Lipótvár és Trencsén elfoglalásának terve körül robbant ki vita. Rákóczi az előbbit, alvezérei az utóbbit támogatták, s miután a Lipótvárért folytatott korábbi hadműveletek folytán Rákóczi már kétszer (1704-ben Nagyszombatnál és 1705-ben Pudmericnél) is vereséget szenvedett, végül engedett a nyomásnak.

## Felvonulás a csatatérre
Eközben Heister tábornagy is értesült a kuruc fősereg előretöréséről. Pozsonyból július 27-én gróf Pálffy János lovassági tábornok a császári elővéddel, másnap pedig maga Heister is Viard megsegítésére indult. A Malacka–Sasvár útvonalon haladva július 29-én Szakolcán egyesültek a Pekryt megszalasztó Viard seregével. Heister egynapi pihenő után 31-én morva területen folytatta útját a Fehér-Kárpátokon keresztül, hogy erősítést és utánpótlást vigyen a kurucoktól szorongatott Trencsénbe.

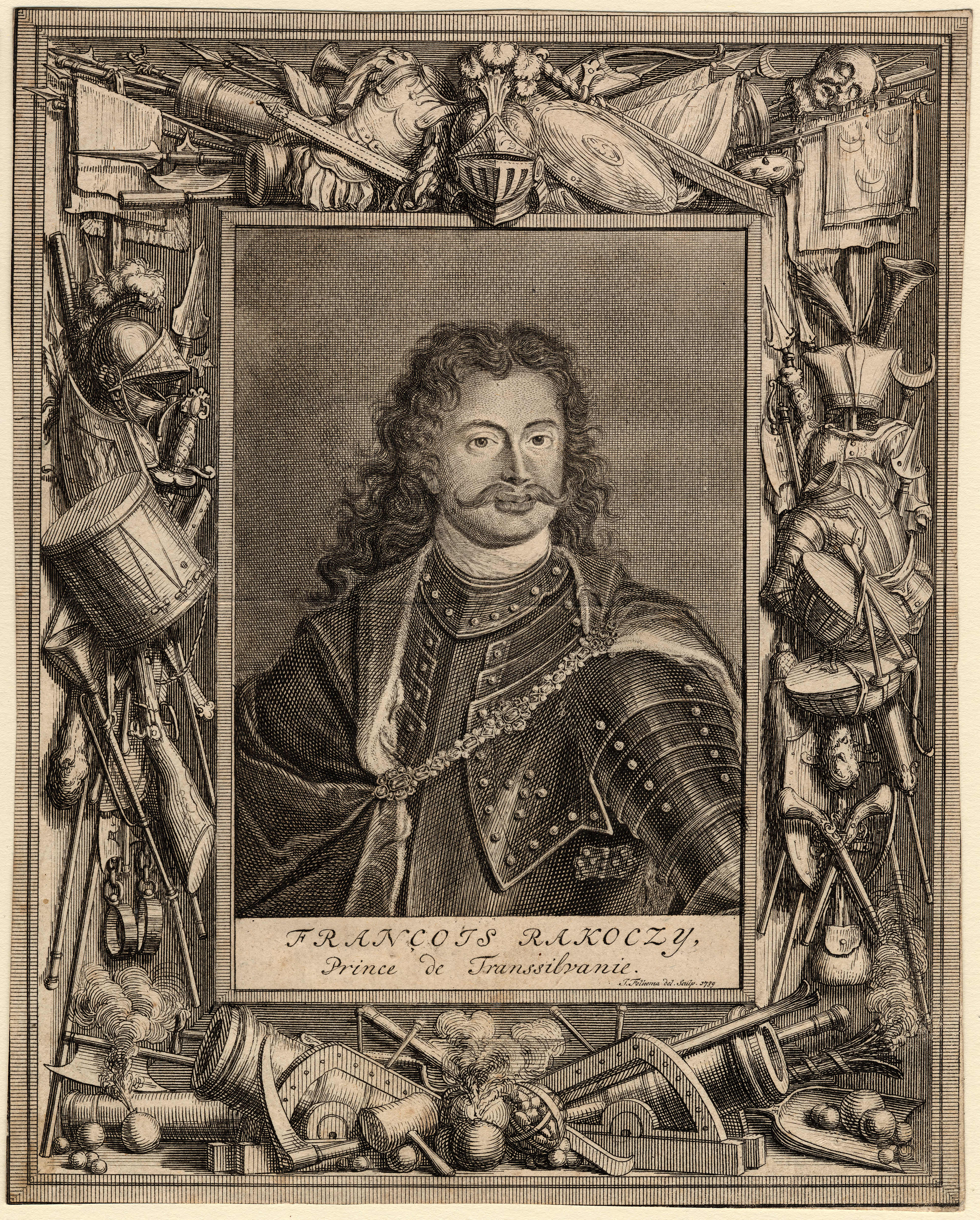
II. Rákóczi Ferenc erdélyi fejedelem, birodalmi herceg (Reichsfürst)

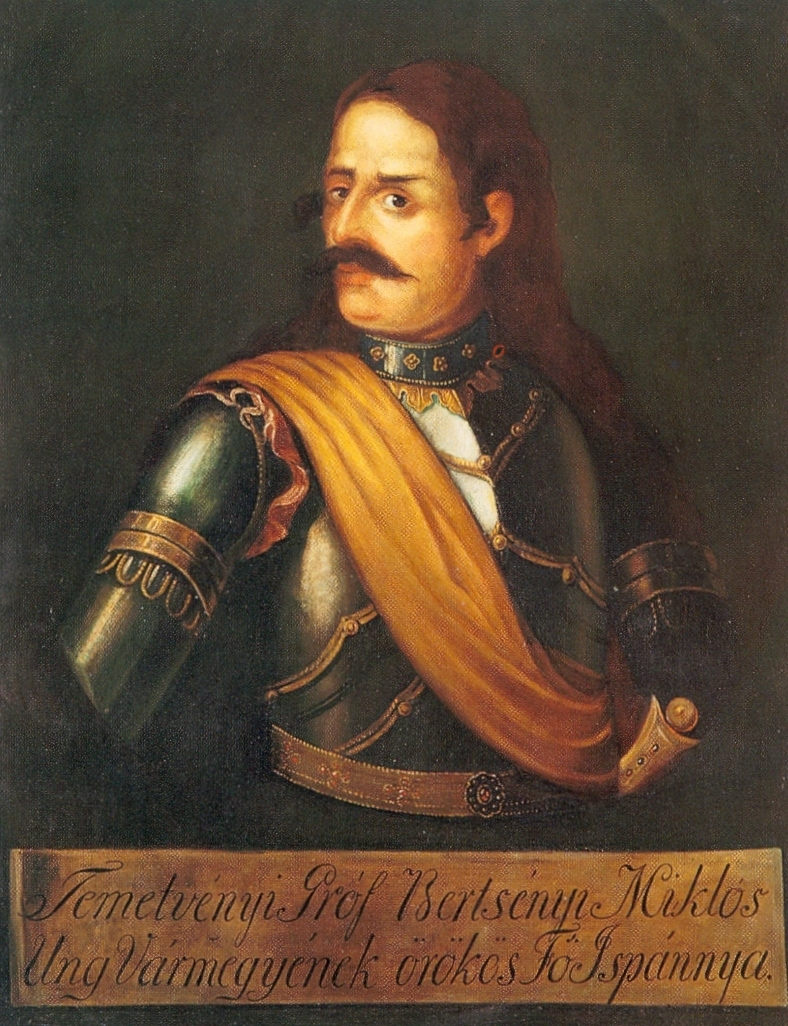
Bercsényi Miklós kuruc főgenerális

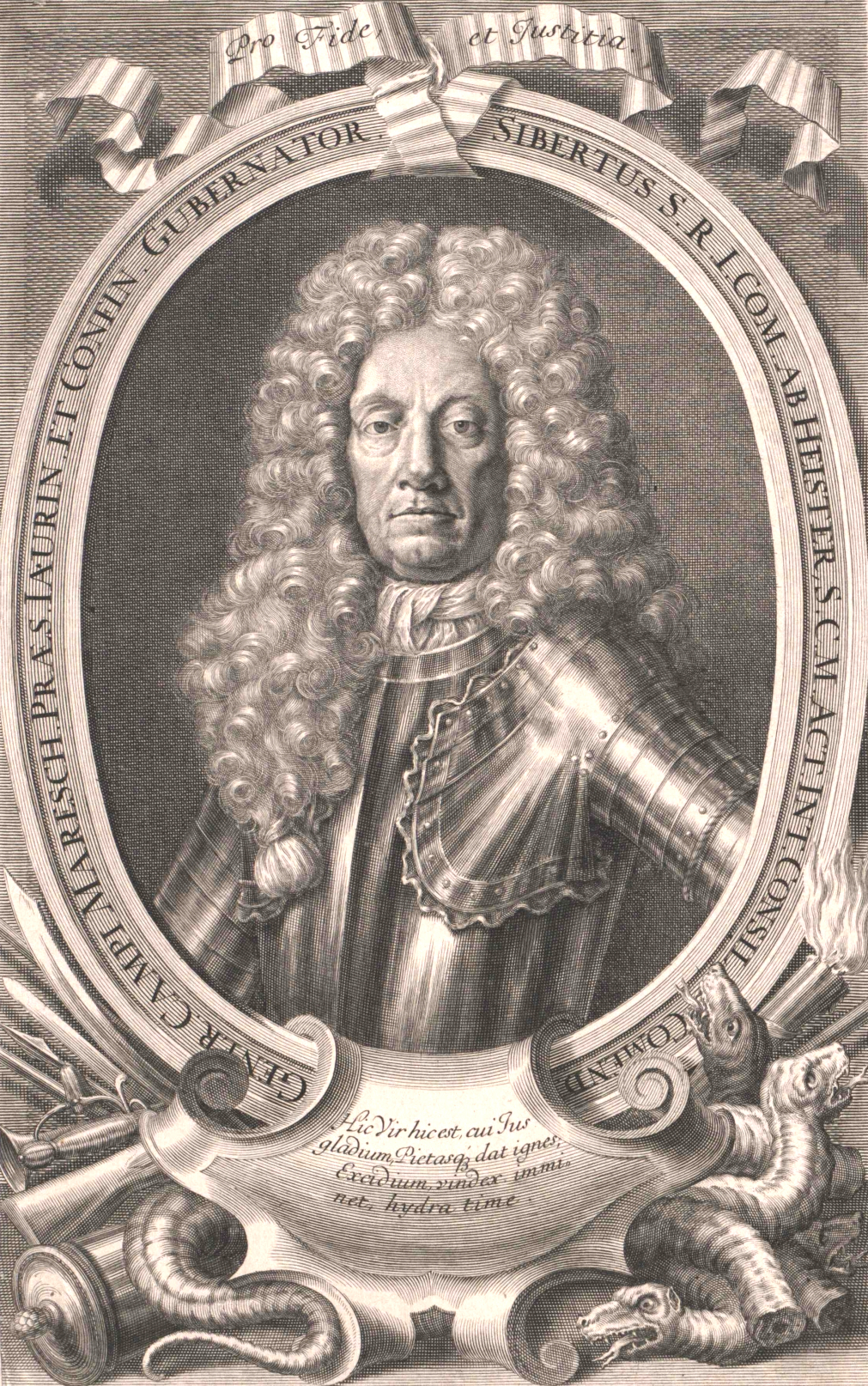
Sigbert Heister császári hadvezér

Rákóczi július 30-án este a francia de La Mothe tüzérezredest küldte Trencsén alá, hogy a mellé adott gyalogsággal foglalja el a Vágon átvezető hidat, és a fősereg megérkeztéig tartóztassa fel a császáriakat. A főerőkkel pedig maga Rákóczi és Bercsényi Miklós indult meg. Előbbi a lovasságot, utóbbi pedig a gyalogságot vezette, és külön úton indultak Trencsén felé. A fejedelem kelletlenül, indokolatlanul lassú menetben haladt előre, s augusztus 1-jén még egy pihenőnapot is tartott.
Heister augusztus 1-jén Magyarbród morva faluban vette a hírt a kurucok Vág felé vonulásáról, s erre Viard-t küldte tovább Trencsénbe, maga pedig lovasságával 2-án hajnalban Vágújhely irányába sietett Rákóczi után. Estére odaérve azt jelentették kémei, hogy Rákóczi összeveszett Bercsényivel, és utóbbi a gyalogsággal elvonult, a fejedelem mellett pedig csak a lovasság maradt. Erre a téves hírre Heister még inkább elszánta magát a megütközésre.
Rákóczinak 2-án de La Mothe futárja jelentette, hogy nem sikerült birtokba venni a trencséni gázlót és hidat, mivel már Viard elővédje a vár alá érkezett, és estére Viardnak is biztosan sikerül az élelmiszer-szállítmányt célba juttatni. A fejedelem feladta Trencsén ostromának tervét, és előresietett, hogy táborhelyet jelöljön ki serege számára. La Mothe tanácsával ellentétben nem a Trencséni-medence legmélyebb részén, a Szoblahó és Bella között folyó patak völgyében, hanem Turna és Hamri községektől délre, a hegyek lejtőjén, valamint a barátlehotai országút két oldalán helyezte el csapatait.
Ez a hadrend részben a Barátlehotától délre, Bán községben lévő poggyásszal való összeköttetést biztosította, részben pedig ellenséges támadással szemben a terepviszonyokat kihasználó védekező harcálláspont volt. Ez utóbbi megfontolást azonban a létszámviszonyok nem indokolták: Rákóczi serege Trencsén alatt kb. 7000 gyalogosból, mintegy 7000 lovasból és 14 ágyúból állott. Heister seregének összlétszáma eredetileg is alig haladta meg a 8000 főt (ennek egy része szerbekből állt), és ebből 3 ezredet Viard parancsnoksága alatt Trencsénbe küldött. Heister és Pálffy a málhát és az ágyúkat Vágújhelyen hagyva csupán 5200 fős haderővel közeledett, 3 vértesezred (a Hohenzollern, a La Tour és a Steinville ezredek), 2 dragonyos ezred (az Althann és a Wolfskehl ezred), továbbá 3 huszárezred, (Eszterházy József huszár ezrede (labancok), Demetri ezredes rác huszárezrede és Secula horvát-szlavón huszár ezrede, vettek részt.
Mindezek alapján a leghelyesebb az lett volna, ha a kurucok a Trencséni-medencébe vezető völgyszorost zárják el, ehelyett észak felé néző arcvonallal délnyugati irányból – tehát a hátuk mögül – várhatták az ellenséget, melynek feltartóztatására, vagy inkább csak szemmel tartására Bercsényi Czelder Orbán gyalogezredének néhány századát hagyta hátra a Vöröshegyi-szorosban.

## A küzdelem
Amikor  Heister megpillantotta a Trencséntől délre, jól védhető harcállásponton felsorakozott kuruc sereget, elállt támadó szándékától. Egész seregével hátat fordított a kurucok arcvonalának, és megindult Trencsén irányába. Rákóczi, aki mindeddig kerülni akarta az összecsapást, felismerte a kedvező pillanatot, de ismét habozott, és nem indított általános támadást egész seregével, hanem csupán a jobb szárny parancsnokát, Pekry Lőrinc tábornagyot utasította, hogy tegyen egy próbát a császáriak ellen.

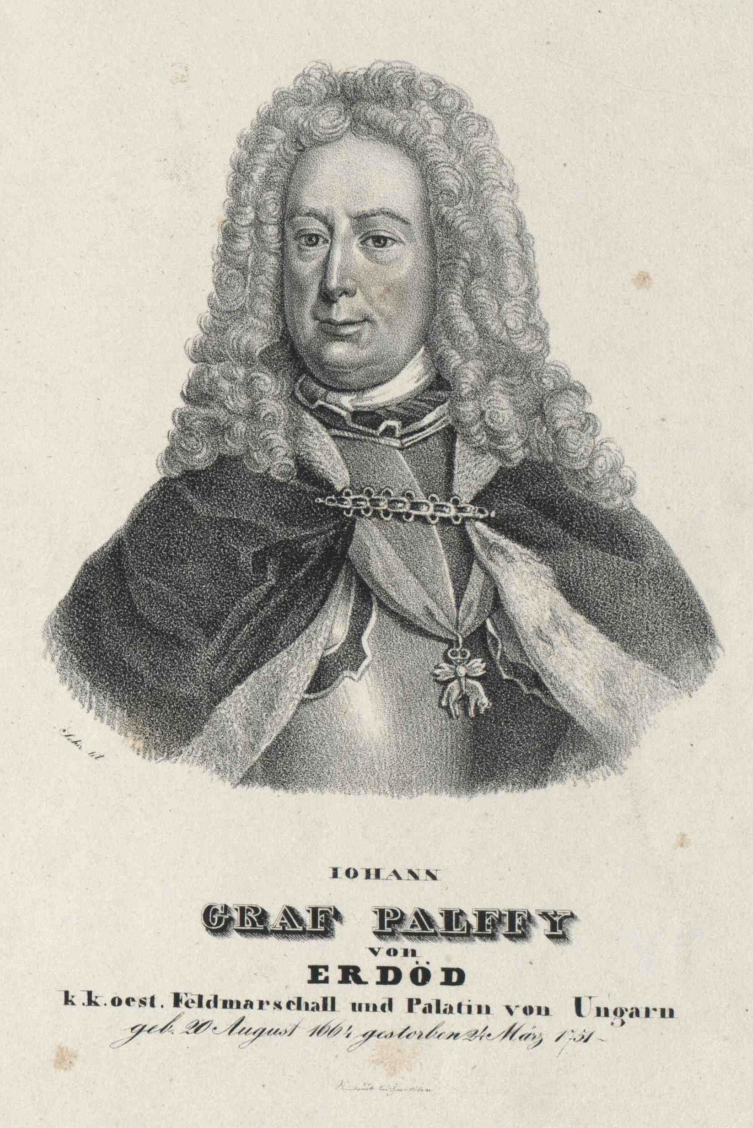
Pálffy János császári lovassági tábornok

Pekry egy halastó gátján keresztül indította meg csapatait, de amikor egyik beosztottja, Ebeczky István brigadéros figyelmeztette, hogy a szűk, legfeljebb kettesével járható útvonal egy esetleges visszavonulás alkalmával akadályozhatja menekülésüket, elbizonytalanodott. A már átkelt egységeket is visszarendelte, s az ekkor támadt zavar végzetesnek bizonyult a csata eredménye szempontjából. Heister helyettese, Pálffy János lovassági tábornok ugyanis felismerte a kínálkozó alkalmat, és Heister engedelmével rohamot indított.
Az első vonalban a szerbek rontottak rá Rákóczi erőire és ez a támadás már mindjárt az elején visszavetette a kurucokat. A továbbiakban a teljesen kibontakozó császári roham meghozta az eredményt és fokozatosan felbomlott a kurucok harcvonala. Rákóczi megpróbált személyesen beavatkozni a küzdelembe, de lovával felbukott, és csak testőrei, köztük a később fényes francia katonai pályát befutó Bercsényi László tudták megmenteni. A lovasság megfutamodása után az egyébként derekasan küzdő kuruc gyalogság is felmorzsolódott. Néhány órás harc után a kb. háromszoros túlerőben lévő kurucok megsemmisítő vereséget szenvedtek. 3000 kuruc és mindössze 160 császári katona maradt a csatatéren. A trencséni csata után általánossá váló katonai és erkölcsi válság előrevetítette a szabadságharc végső kimenetelét.